# Ла-Серр д’Обтер, Луи д’Эспарбес де Люссан
Луи д'Эспарбес де Люссан (фр. Louis d'Esparbès de Lussan; ок. 1614 — июнь 1693), граф де Ла-Серр — французский государственный и военный деятель.

## Биография
Четвертый сын Франсуа д'Эспарбес де Люссана, маркиза д'Обтер, маршала Франции, и Ипполиты Бушар.
Капитан в полку Обтера, сформированного его старшим братом Франсуа в 1635 году, в кампанию того года служил в Лотарингии и участвовал во взятии Сен-Мишеля. В 1636 году участвовал во взятии Корби. В 1637 году служил в Пикардийской армии, находившейся в обороне. В 1638 году был при осаде Сент-Омера, в 1639-м — Тьонвиля, и бою перед этой крепостью, в 1640-м при взятии Арраса, в 1641-м при взятии Эра, Ла-Басе и Бапома.
Сражался при Оннекуре в 1642 году и при Рокруа в 1643-м. В том же году участвовал во взятии Тьонвиля и Сирка.
Полк Обтера был распущен в 1644 году. После отставки брата патентом от 14 марта 1645 Луи восстановил полк. Сражался в битве при Нёрдлингене, участвовал во взятии Нёрдлингена, Хайльбронна и Трира.
В 1648 году произведен в лагерные маршалы.
20 августа 1651 произведен в генерал-лейтенанты, служил во Фландрии под командованием маршала д'Омона; патентом от 10 октября сформировал кавалерийский полк своего имени. 11-го был переведен в Каталонию, где служил в том и следующем году.
В конце кампании 1652 года кавалерийский полк был распущен. В 1653 году граф подчинил Вильнёв в Аженуа. 1 мая 1654 направлен в Гиень, 21 апреля 1655 в Каталонию, где служил и в следующем году.
В 1657 году стал капитаном Кастелькюле в Аженуа, сенешалем Аженуа и Кондомуа, и командующим войсками, расположенными в этой части Гиени, вплоть до заключения Пиренейского мира.
22 апреля 1674 назначен командующим в Гиени в отсутствие маршала д'Альбре, и наместником короля в графствах Арманьяк и Бигорра (22.08.1677).

## Семья
Жена: Катрин Тьерселен-Савёз, дочь Шарля Тьерселена и Мари де Вьен
- Франсуа д'Эспарбес де Люссан, граф де Ла-Серр
- Маргерит-Луиза д'Эспарбес де Люссан (ум. ранее 1689). Муж: барон Франсуа де Конак (ум. ранее 1689). В этом браке была единственная дочь Маргерит-Анжелика де Конак (ок. 1668—14.04.1717), вышедшая 25.03.1697 за графа Прокопа-Франсуа д'Эгмонта, принца Гаврского, последнего представителя своего дома